# Choleva septentrionis
Choleva septentrionis är en skalbaggsart som beskrevs av René Gabriel Jeannel 1923. Choleva septentrionis ingår i släktet Choleva, och familjen mycelbaggar. Arten har ej påträffats i Sverige.